# Agoraea uniformis
Agoraea uniformis là một loài bướm đêm thuộc phân họ Arctiinae, họ Erebidae.